# 索菲涅
49°44′26″N 33°4′47″E / 49.74056°N 33.07972°E
索菲涅（烏克蘭語：Софине），是烏克蘭中部的村莊，隸屬波爾塔瓦州的盧布尼區。該村距離維亞濟沃克和杜博韋1.5公里，始建於十八世紀，海拔高度132米，2001年人口184。